# أوجينيوس فاشكيس
أوجينيوس فاشكيس مواليد 13 مارس 1972 في الجمهورية الليتوانية السوفيتية الاشتراكية، الاتحاد السوفيتي، هو لاعب كرة سلة ليتواني معتزل. يبلغ طوله 6 قدم 6 بوصة (2.0 م).

## الإنجازات
- الدوري الليتواني لكرة السلة
  - الوصافة: 1996–97
  - المركز الثالث: 2005–06
- كأس إستونيا لكرة السلة: 2004
- الدوري الفنلندي لكرة السلة
  - الوصافة: 2006–07
- دوري البلطيق لكرة السلة
  - المركز الثالث: 2005–06